# Стіл Резольют
Стіл Резольют (англ. Resolute desk) — дубовий стіл кінця XIX століття, який використовується як робочий стіл президентів США в Овальному кабінеті Білого дому. Стіл виготовлений з деревини британського корабля HMS Resolute, який використовувався під час британських досліджень Арктики, і був подарований королевою Вікторією американському президенту Резерфордові Гейзу у 1880 році. Використовувався усіма президентами США з 1880 року за винятком Ліндона Джонсона, Річарда Ніксона і Джеральда Форда.